# Dehomag
Dehomag è stata una società tedesca, filiale di IBM con il monopolio nel mercato tedesco prima e durante la seconda guerra mondiale.

## Denominazione
Il nome dell'azienda era un acronimo per Deutsche Hollerith-Maschinen GmbH (in italiano, macchine Hollerith tedesche). Hollerith si riferisce all'inventore tedesco-americano della tecnologia delle schede perforate, Herman Hollerith. Nell'aprile 1949 il nome dell'azienda fu cambiato in IBM Deutschland.

## Storia
La società è stata costituita nel 1910 da Willy Heidinger, in Germania. Negli anni venti, attraverso un contratto di licenza d'uso, la Dehomag si garantiva l'utilizzo del brevetto Hollerith per le schede perforate, detenuto dalla IBM, versando alla società americana la somma di 104.000 dollari. A seguito della crisi economica che ha colpito la Germania, nel 1922, e alla conseguente svalutazione del marco, la Dehomag non riuscì più a pagare tale licenza. Per continuare a operare e saldare il debito nei confronti della ditta americana, la società vendette il 90% delle proprie azioni alla IBM divenendone così una sua controllata.